# ريتشارد يونغز
ريتشارد يونغز (بالإنجليزية: Richard Youngs)‏ هو كاتب أغاني بريطاني، ولد في 29 مايو 1966.

## وصلات خارجية
- ريتشارد يونغز على موقع IMDb (الإنجليزية)
- ريتشارد يونغز على موقع ميوزك برينز (الإنجليزية)
- ريتشارد يونغز على موقع أول ميوزيك (الإنجليزية)
- ريتشارد يونغز على موقع ديسكوغز (الإنجليزية)